# Zweier-Mannschaftsfahren
Das Zweier-Mannschaftsfahren, auch Madison oder Américaine genannt, ist eine Disziplin des Bahnradsports.

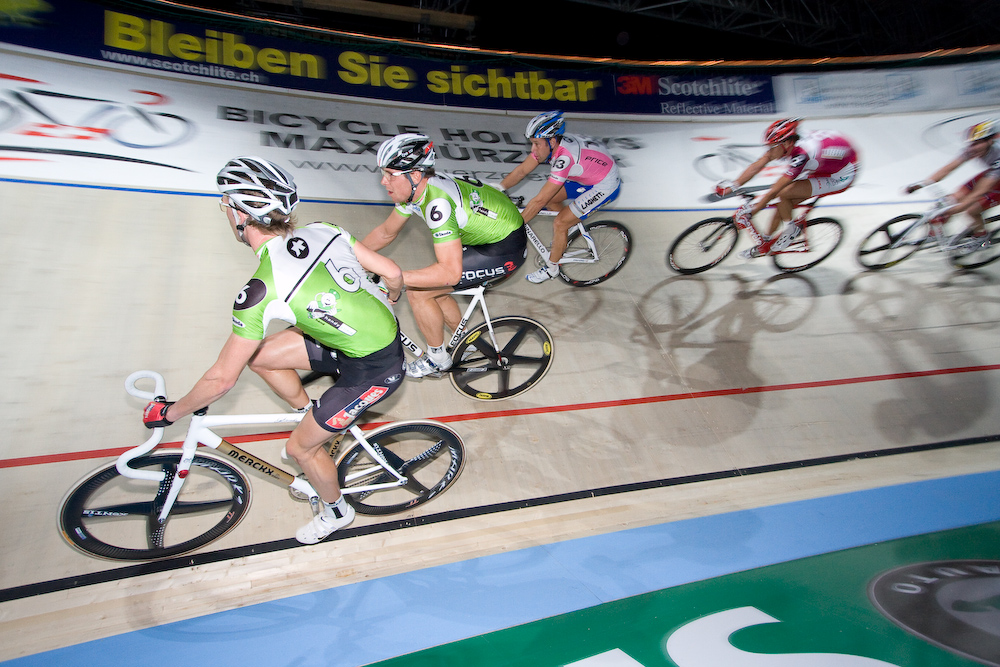
Die Ablösungen sind das „Markenzeichen“ der Américaine.

## Geschichte
Das Zweier-Mannschaftsfahren gibt es seit 1899. Damals wurden die Zweier-Teams bei Sechstagerennen eingeführt, nachdem bis dahin diese Rennen rund um die Uhr von einem einzigen Fahrer durchgeführt worden waren. Das erste Rennen mit Zweier-Teams gab es im New Yorker Madison Square Garden, weshalb diese Wettbewerbsform bis heute im Deutschen auch Madison genannt wird und in vielen anderen Sprachen so bzw. Américaine o. ä. heißt.
Erst seit 1995 ist das Zweier-Mannschaftsfahren eine Disziplin bei den Bahnradsport-Weltmeisterschaften. Obwohl eine der ältesten Bahnradsport-Disziplinen wurde es  erst 2000 in das olympische Programm aufgenommen, allerdings für die Olympischen Spiele 2012 und 2016 wieder gestrichen, da der Bahnradsport einige Wettbewerbe abgeben musste. Im Juni 2017 gab der Weltradsportverband UCI bekannt, dass das Zweier-Mannschaftsfahren mit Beschluss des IOC bei den Olympischen Spielen 2020 in Tokio wieder zum olympischen Programm gehören werde. Auch 2024 hatten die Olympischen Madison-Wettbewerbe Bestand.
Über 100 Jahre war das Zweier-Mannschaftsfahren eine rein männliche Domäne, und bis 2016 wurde diese Disziplin bei den Weltmeisterschaften sowie bei den Olympischen Spielen lediglich bei den Männern ausgetragen. Seit den 2010er Jahren richten jedoch einige nationale Verbände auch Landesmeisterschaften im Zweier-Mannschaftsfahren für Frauen aus, wie zum Beispiel die Niederlande seit 2010 und Australien seit 2013. Bei den Bahnradsport-Europameisterschaften wurde die Disziplin in diesem Rahmen erstmals 2016 auch für Frauen ausgetragen. Auch Veranstalter von Sechstagerennen nahmen zunehmend Wettbewerbe für Frauen in ihr Programm.

## Regeln
Rennen im Zweier-Mannschaftsfahren werden vorrangig bei Sechstagerennen ausgetragen. Bei offiziellen Meisterschaften und bei Olympischen Spielen gehen die Rennen über eine geringere Distanz. Zwei Fahrer bilden eine Mannschaft (bei Sechstagerennen, bspw. Stuttgart, früher Zürich, Rotterdam wird bzw. wurde auch in Dreier-Mannschaften gefahren). Grundsätzlich kann die Ablösung nach beliebiger Distanz erfolgen. Da aber üblicherweise beide Fahrer auf der Bahn bleiben, überrundet ständig der eine Fahrer den anderen und die Ablösung erfolgt aufgrund des Verhältnisses der Geschwindigkeiten – etwa 35:50 – alle zwei bis zweieinhalb Runden.
Die Regeln sind sinngemäß dieselben wie beim Punktefahren (siehe dort für Details). Ziel ist nicht, als erster die festgelegte Distanz zurückzulegen, sondern während des Rennens Punkte zu sammeln. In regelmäßigen Abständen findet eine Punktewertung statt, bei der die ersten vier Mannschaften 5, 3, 2 bzw. 1 Punkt erhalten; der letzte Sprint zählt doppelt (10, 6, 4 und 2 Punkte). Eine Mannschaft kann auch versuchen, einen Rundengewinn herauszufahren. Sobald diese Mannschaft nach dem Rundengewinn das Ende des Feldes erreicht, werden ihr 20 Punkte gutgeschrieben. Bei Punktgleichheit zählt die Reihenfolge der Zielankunft. Die Distanz beträgt für Männer 50 Kilometer, für Frauen und Junioren 30 Kilometer und für Juniorinnen 20 Kilometer. Die jetzigen Regeln wurden im Oktober 2016 eingeführt.
Bis 2016 war das Reglement etwas anders; es wurden weniger Sprints ausgefahren, und Rundengewinne zählten vor Punktgewinnen, wurden daher nicht extra mit 20 Punkten gewertet. So eine Mannschaft eine Runde gewann, wurde ihr diese gutgeschrieben, indem für die anderen Mannschaften je eine Verlustrunde addiert und der Stand der Verlustrunden angezeigt wurde. Wenn eine oder mehrere Mannschaften mit der gleichen Anzahl von Runden führten, lagen sie „in der Nullrunde“. Lagen z. B. drei Mannschaften in der Nullrunde mit 25, 19 und 12 Punkten und lag eine weitere Mannschaft mit einer Verlustrunde zurück mit 30 Punkten, so war diese Mannschaft die viertplatzierte, obwohl sie mehr Punkte aufwies als die anderen drei Mannschaften.

## Technik
Dem Schleudergriff zur Ablösung zwischen den beiden Fahrern kommt eine entscheidende Rolle zu. Dabei schiebt/zieht („schleudert“) der mit hoher Geschwindigkeit von hinten kommende Fahrer den vorderen Fahrer, der sich an dessen ausgestreckter Hand festhält bzw. „abzieht“, ins Rennen. Der Schleudergriff hat seinen Ursprung in der Ablösetechnik der Rollschuhläufer. Später wurde dieser Griff verboten, weil er zu gefährlich sei. In den folgenden Jahrzehnten erfolgte bei Sechstagerennen eine Ablösung „auf Sicht“, wozu sich z. B. einige Fahrer auf eine Kiste stellten. Nach dem Zweiten Weltkrieg bis in die 1970er-Jahre nutzten die Fahrer die „Anschiebetechnik“, bei der sie sich mittels eines Knaufs in der Hose gegenseitig ins Rennen schoben. Der Schleudergriff wurde zwar auch benutzt, war aber umstritten: Da sich beim Zweier-Mannschaftsfahren immer viele Fahrer in hohem Tempo auf der Bahn befinden, ist die Sturzgefahr groß, wenn die Ablösung nicht gut beherrscht wird. So schrieb Werner Scharch noch 1977 in seinem Buch Faszination des Bahnrennsports: „Eine oft gesehene Unsitte […] ist das Ablösen durch Schleudergriff. Bei den Amateuren ist diese Art der Ablösung ob ihrer Gefährlichkeit grundsätzlich verboten.“ Heute wird der Schleudergriff eigentlich durchgängig von allen Fahrern bei Zweier-Mannschaftswettbewerben benutzt, da er am effektivsten ist.

## Ergebnisse

### Olympische Spiele

#### Männer
| Jahr | Gold                                | Silber                            | Bronze                           |
| ---- | ----------------------------------- | --------------------------------- | -------------------------------- |
| 2000 | Scott McGrory, Brett Aitken         | Etienne De Wilde, Matthew Gilmore | Marco Villa, Silvio Martinello   |
| 2004 | Graeme Brown, Stuart O’Grady        | Franco Marvulli, Bruno Risi       | Rob Hayles, Bradley Wiggins      |
| 2008 | Juan Esteban Curuchet, Walter Pérez | Joan Llaneras, Toni Tauler        | Michail Ignatjew, Alexei Markow  |
| 2021 | Lasse Norman Hansen, Michael Mørkøv | Ethan Hayter, Matthew Walls       | Benjamin Thomas, Donavan Grondin |
| 2024 | Iúri Leitão, Rui Oliveira           | Simone Consonni, Elia Viviani     | Niklas Larsen, Michael Mørkøv    |

#### Frauen
| Jahr | Gold                               | Silber                        | Bronze                                                     |
| ---- | ---------------------------------- | ----------------------------- | ---------------------------------------------------------- |
| 2021 | Katie Archibald, Laura Kenny       | Julie Leth, Amalie Dideriksen | Marija Jurjewna Nowolodskaja, Gulnas Eduardowna Chatunzewa |
| 2024 | Chiara Consonni, Vittoria Guazzini | Elinor Barker, Neah Evans     | Maike van der Duin, Lisa van Belle                         |

### Bahnradsport-Weltmeisterschaften

#### Männer
| Jahr | Gold                                | Silber                                   | Bronze                                   |
| ---- | ----------------------------------- | ---------------------------------------- | ---------------------------------------- |
| 1995 | Silvio Martinello, Marco Villa      | Gabriel Curuchet, Juan Esteban Curuchet  | Kurt Betschart, Bruno Risi               |
| 1996 | Silvio Martinello, Marco Villa      | Scott McGrory, Stephen Pate              | Andreas Kappes, Carsten Wolf             |
| 1997 | Joan Llaneras, Miguel Alzamora      | Silvio Martinello, Marco Villa           | Gabriel Curuchet, Juan Esteban Curuchet  |
| 1998 | Etienne De Wilde, Matthew Gilmore   | Silvio Martinello, Andrea Collinelli     | Andreas Kappes, Stefan Steinweg          |
| 1999 | Joan Llaneras, Isaac Gálvez         | Jimmi Madsen, Jakob Piil                 | Andreas Kappes, Olaf Pollack             |
| 2000 | Erik Weispfennig, Stefan Steinweg   | Joan Llaneras, Isaac Gálvez              | Edgardo Simón, Juan Esteban Curuchet     |
| 2001 | Jérôme Neuville, Robert Sassone     | Joan Llaneras, Isaac Gálvez              | Gabriel Curuchet, Juan Esteban Curuchet  |
| 2002 | Jérôme Neuville, Franck Perque      | Roland Garber, Franz Stocher             | Edgardo Simón, Juan Esteban Curuchet     |
| 2003 | Bruno Risi, Franco Marvulli         | Greg Henderson, Hayden Roulston          | Juan Esteban Curuchet, Walter Pérez      |
| 2004 | Juan Esteban Curuchet, Walter Pérez | Bruno Risi, Franco Marvulli              | Robert Slippens, Danny Stam              |
| 2005 | Mark Cavendish, Robert Hayles       | Robert Slippens, Danny Stam              | Matthew Gilmore, Iljo Keisse             |
| 2006 | Isaac Gálvez, Joan Llaneras         | Ljubomyr Polatajko, Wolodymyr Rybin      | Juan Esteban Curuchet, Walter Pérez      |
| 2007 | Franco Marvulli, Bruno Risi         | Danny Stam, Peter Schep                  | Petr Lazar, Alois Kaňkovský              |
| 2008 | Mark Cavendish, Bradley Wiggins     | Roger Kluge, Olaf Pollack                | Michael Mørkøv, Alex Rasmussen           |
| 2009 | Michael Mørkøv, Alex Rasmussen      | Leigh Howard, Cameron Meyer              | Martin Bláha, Jiří Hochmann              |
| 2010 | Leigh Howard, Cameron Meyer         | Morgan Kneisky, Christophe Riblon        | Ingmar De Poortere, Steve Schets         |
| 2011 | Leigh Howard, Cameron Meyer         | Martin Bláha, Jiří Hochmann              | Theo Bos, Peter Schep                    |
| 2012 | Kenny De Ketele, Gijs Van Hoecke    | Ben Swift, Geraint Thomas                | Leigh Howard, Cameron Meyer              |
| 2013 | Vivien Brisse, Morgan Kneisky       | David Muntaner, Albert Torres            | Henning Bommel, Theo Reinhardt           |
| 2014 | David Muntaner, Albert Torres       | Martin Bláha, Vojtěch Hačecký            | Stefan Küng, Théry Schir                 |
| 2015 | Bryan Coquard, Morgan Kneisky       | Liam Bertazzo, Elia Viviani              | Jasper De Buyst, Otto Vergaerde          |
| 2016 | Bradley Wiggins, Mark Cavendish     | Morgan Kneisky, Benjamin Thomas          | Albert Torres, Sebastián Mora            |
| 2017 | Morgan Kneisky, Benjamin Thomas     | Cameron Meyer, Callum Scotson            | Moreno De Pauw, Kenny De Ketele          |
| 2018 | Roger Kluge, Theo Reinhardt         | Albert Torres, Sebastián Mora            | Cameron Meyer, Callum Scotson            |
| 2019 | Roger Kluge, Theo Reinhardt         | Lasse Norman Hansen, Casper von Folsach  | Kenny De Ketele, Robbe Ghys              |
| 2020 | Lasse Norman Hansen, Michael Mørkøv | Campbell Stewart, Aaron Gate             | Roger Kluge, Theo Reinhardt              |
| 2021 | Lasse Norman Hansen, Michael Mørkøv | Simone Consonni, Michele Scartezzini     | Kenny De Ketele, Robbe Ghys              |
| 2022 | Donavan Grondin, Benjamin Thomas    | Ethan Hayter, Oliver Wood                | Fabio Van den Bossche, Lindsay De Vylder |
| 2023 | Jan-Willem van Schip, Yoeri Havik   | Oliver Wood, Mark Stewart                | Aaron Gate, Campbell Stewart             |
| 2024 | Roger Kluge, Tim Torn Teutenberg    | Lindsay De Vylder, Fabio Van den Bossche | Niklas Larsen, Michael Mørkøv            |

#### Frauen
| Jahr | Gold                          | Silber                          | Bronze                                         |
| ---- | ----------------------------- | ------------------------------- | ---------------------------------------------- |
| 2017 | Lotte Kopecky, Jolien D’hoore | Elinor Barker, Emily Nelson     | Amy Cure, Alexandra Manly                      |
| 2018 | Katie Archibald, Emily Nelson | Kirsten Wild, Amy Pieters       | Letizia Paternoster, Maria Giulia Confalonieri |
| 2019 | Amy Pieters, Kirsten Wild,    | Georgia Baker, Amy Cure         | Amalie Dideriksen, Julie Leth                  |
| 2020 | Amy Pieters, Kirsten Wild     | Clara Copponi, Marie Le Net     | Letizia Paternoster, Elisa Balsamo             |
| 2021 | Amy Pieters, Kirsten Wild     | Clara Copponi, Marie Le Net     | Katie Archibald, Neah Evans                    |
| 2022 | Shari Bossuyt, Lotte Kopecky  | Clara Copponi, Valentine Fortin | Amalie Dideriksen, Julie Leth                  |
| 2023 | Neah Evans, Elinor Barker     | Georgia Baker, Alexandra Manly  | Victoire Berteau, Clara Copponi                |
| 2024 | Amalie Dideriksen, Julie Leth | Victoire Berteau, Marion Borras | Neah Evans, Katie Archibald                    |

### Deutsche Meisterschaften (Profis/Elite)

#### Männer
| Jahr    | Erster                                 | Zweiter                               | Dritter                                   |
| ------- | -------------------------------------- | ------------------------------------- | ----------------------------------------- |
| 1946    | Harry Saager, Rudi Mirke               | Georg Voggenreiter, Karl Kittsteiner  | Heinrich Schwarzer, Karl Siehl            |
| 1947    | Hans Preiskeit, Rudi Mirke             | Josef Berger, Emil Schöpflin          | Harry Saager, Heinrich Schwarzer          |
| 1948    | Willy Funda, Gerhard Bolte             | Erich Hoffmann, Karl Weimer           | Heinrich Schwarzer, Georg Voggenreiter    |
| 1949    | Günther Pankoke, Werner Holthöfer      | Heinrich Schwarzer, Erich Zawadski    | Hans Hörmann, Ludwig Hörmann              |
| 1950    | Harry Saager, Heinrich Schwarzer       | Ludwig Hörmann, Hans Hörmann          | Karl Weimer, Heinz Müller                 |
| 1951    | Hans Hörmann, Ludwig Hörmann           | Viktor Wichterich, Georg Voggenreiter | Karl Weimer, Theo Intra                   |
| 1952    | Walter Schürmann, Fritz Siefert        | Heinz Zoll, Waldemar Knoke            | Valentin Petry, Karl Weimer               |
| 1953    | Günther Pankoke, Karl Weimer           | Georg Voggenreiter, Hans Mlady        | Josef Berger, Josef Kolbeck               |
| 1954    | Ludwig Hörmann, Hans Preiskeit         | Rudi Theissen, Werner Holthöfer       | Heinz Zoll, Herbert Weinrich              |
| 1955    | Heinz Zoll, Herbert Weinrich           | Walter Schürmann, Valentin Petry      | Hans Preiskeit, Edi Gieseler              |
| 1956    | Valentin Petry, Heinz Scholl           | Horst Holzmann, Klaus Bugdahl         | Hans Preiskeit, Edi Gieseler              |
| 1957    | Manfred Donike, Edi Gieseler           | Heinz Scholl, Günther Ziegler         | Horst Tüller, Willi Liebelt               |
| 1958    | Klaus Bugdahl, Valentin Petry          | Hennes Junkermann, Emil Reinecke      | Edi Gieseler, Heinz Scholl                |
| 1959    | Klaus Bugdahl, Hennes Junkermann       | Edi Gieseler, Heinz Vopel             | Horst Holzmann, Günther Ziegler           |
| 1960    | Klaus Bugdahl, Hennes Junkermann       | Otto Altweck, Sigi Renz               | Manfred Donike, Rolf Roggendorf           |
| 1961    | Rudi Altig, Hennes Junkermann          | Klaus Bugdahl, Rolf Roggendorf        | Sigi Renz, Günther Ziegler                |
| 1962    | Rudi Altig, Hennes Junkermann          | Sigi Renz, Günther Ziegler            | Willi Altig, Friedhelm Fischerkeller      |
| 1963    | Klaus Bugdahl, Sigi Renz               | Dieter Kemper, Horst Oldenburg        | Wolfgang Schulze, Rolf Roggendorf         |
| 1964    | Rudi Altig, Hennes Junkermann          | Edi Ziegler, Sigi Renz                | Willi Altig, Friedhelm Fischerkeller      |
| 1965    | Hennes Junkermann, Horst Oldenburg     | Sigi Renz, Wolfgang Schulze           | Rudi Altig, Dieter Kemper                 |
| 1966    | nicht ausgetragen                      | nicht ausgetragen                     | nicht ausgetragen                         |
| 1967    | Winfried Bölke, Klemens Großimlinghaus | Dieter Puschel, Wilfried Peffgen      | Dieter Kemper, Horst Oldenburg            |
| 1968–76 | nicht ausgetragen                      | nicht ausgetragen                     | nicht ausgetragen                         |
| 1977    | Wilfried Peffgen, Albert Fritz         | Dietrich Thurau, Günter Haritz        | Horst Schütz, Hans Hindelang              |
| 1978–80 | nicht ausgetragen                      | nicht ausgetragen                     | nicht ausgetragen                         |
| 1981    | Wilfried Peffgen, Horst Schütz         |                                       |                                           |
| 1982    | Dietrich Thurau, Albert Fritz          |                                       |                                           |
| 1983    | Horst Schütz, Hans Hindelang           |                                       |                                           |
| 1984–86 | (offenbar) nicht ausgetragen           | (offenbar) nicht ausgetragen          | (offenbar) nicht ausgetragen              |
| 1987    | Uwe Messerschmidt, Manfred Donike      |                                       |                                           |
| 1988    |                                        |                                       |                                           |
| 1989    | Stefan Steinweg, Erik Weispfennig      | Volker Kirn, Gerd Dörich              | Reinhard Alber, Udo Liehner               |
| 1990    | (offenbar) nicht ausgetragen           | (offenbar) nicht ausgetragen          | (offenbar) nicht ausgetragen              |
| 1991    | Patrick Billian, Gerd Wieber           | Stefan Steinweg, Erik Weispfennig     | Andreas Beikirch, Olaf Röhrich            |
| 1992    | Andreas Beikirch, Torsten Schmidt      | Lars Teutenberg, Erik Weispfennig     | Klaus Kaufmann, Maik Müller               |
| 1993    | (offenbar) nicht ausgetragen           | (offenbar) nicht ausgetragen          | (offenbar) nicht ausgetragen              |
| 1994    | Markus Hess, Gerd Dörich               | Erik Weispfennig, Hardy Zimmermann    | Uwe Messerschmidt, Andreas Beikirch       |
| 1995    | Uwe Messerschmidt, Andreas Beikirch    | Konstantin Hamann, Mario Vonhof       | Martin Bösch, Stefan Kleinhans            |
| 1996    | Uwe Messerschmidt, Andreas Beikirch    | Lars Teutenberg, Steffen Blochwitz    | Frank Kowatschitsch, Hardy Zimmermann     |
| 1997    | Andreas Kappes, Carsten Wolf           | Steffen Blochwitz, Olaf Pollack       | Andreas Beikirch, Lars Teutenberg         |
| 1998    | Stefan Steinweg, Erik Weispfennig      | Christian Lademann, Thorsten Rund     | Guido Fulst, Ralf Liehner                 |
| 1999    | Guido Fulst, Thorsten Rund             | Andreas Kappes, Olaf Pollack          | Stefan Steinweg, Erik Weispfennig         |
| 2000    | Andreas Beikirch, Olaf Pollack         | Stefan Steinweg, Erik Weispfennig     | Andreas Kappes, Robert Bartko             |
| 2001    | Mathias Kahl, Christian Lademann       | Stefan Steinweg, Erik Weispfennig     | Andreas Walzer, Lars Teutenberg           |
| 2002    | Frank Kowatschitsch, Lars Teutenberg   | Jan Ott, Daniel Palicki               | Christoph Meschenmoser, Patrick Billian   |
| 2003    | Andreas Müller, Guido Fulst            | Christian Bach, Sebastian Siedler     | Frank Kowatschitsch, Lars Teutenberg      |
| 2004    | Gerd Dörich, Frank Kowatschitsch       | Andreas Müller, Henning Bommel        | Christian Bach, Tony Martin               |
| 2005    | Robert Bartko, Guido Fulst             | Christian Lademann, Erik Weispfennig  | Leif Lampater, Christian Grasmann         |
| 2006    | Robert Bartko, Andreas Beikirch        | Henning Bommel, Andreas Müller        | Robert Bengsch, Marcel Kalz               |
| 2007    | Robert Bengsch, Marcel Kalz            | Olaf Pollack, Roger Kluge             | Erik Mohs, Christian Lademann             |
| 2008    | Robert Bengsch, Marcel Kalz            | Leif Lampater, Christian Grasmann     | Fabian Schaar, Ralf Matzka                |
| 2009    | Roger Kluge, Olaf Pollack              | Robert Bengsch, Marcel Kalz           | Robert Bartko, Leif Lampater              |
| 2010    | Leif Lampater, Christian Grasmann      | Henning Bommel, Franz Schiewer        | Marcel Barth, Erik Mohs                   |
| 2011    | Robert Bengsch, Marcel Kalz            | Marcel Barth, Erik Mohs               | Ralf Matzka, Theo Reinhardt               |
| 2012    | Robert Bengsch, Marcel Kalz            | Leif Lampater, Christian Grasmann     | Sebastian Wotschke, Philipp Zwingenberger |
| 2013    | Leif Lampater, Nico Heßlich            | Marco Mathis, Christopher Muche       | Marcel Barth, Erik Mohs                   |
| 2014    | Leif Lampater, Marcel Kalz             | Nico Heßlich, Maximilian Beyer        | Pascal Ackermann, Marco Mathis            |
| 2015    | Christian Grasmann, Stefan Schäfer     | Achim Burkart, Nico Heßlich           | Marcel Kalz, Leif Lampater                |
| 2016    | Achim Burkart, Nico Heßlich            | Max Kanter, Marcel Franz              | Marcel Kalz, Christian Grasmann           |
| 2017    | Theo Reinhardt, Kersten Thiele         | Marcel Kalz, Maximilian Beyer         | Stefan Schäfer, Hans Pirius               |
| 2018    | Richard Banusch, Christian Koch        | Henning Bommel, Moritz Malcharek      | Achim Burkart, Kersten Thiele             |
| 2019    | Theo Reinhardt, Maximilian Beyer       | Sebastian Schmiedel, Moritz Malcharek | Achim Burkart, Moritz Augenstein          |
| 2020    | wegen COVID-19-Pandemie abgesagt       | wegen COVID-19-Pandemie abgesagt      | wegen COVID-19-Pandemie abgesagt          |
| 2021    | abgesagt                               | abgesagt                              | abgesagt                                  |
| 2022    | Theo Reinhardt, Roger Kluge            | Moritz Malcharek, Tim Torn Teutenberg | Constantin Lohse, Calvin Dik              |

#### Frauen
| Jahr | Erste                                | Zweite                                 | Dritte                                 |
| ---- | ------------------------------------ | -------------------------------------- | -------------------------------------- |
| 2018 | Anna Knauer, Lisa Küllmer            | Michaela Ebert, Tatjana Paller         | Lisa Fischer, Gudrun Stock             |
| 2019 | Lea Lin Teutenberg, Franziska Brauße | Michaela Ebert, Lena Charlotte Reißner | Katharina Hechler, Ricarda Bauernfeind |
| 2020 | wegen COVID-19-Pandemie abgesagt     | wegen COVID-19-Pandemie abgesagt       | wegen COVID-19-Pandemie abgesagt       |
| 2021 | abgesagt                             | abgesagt                               | abgesagt                               |
| 2022 | Lana Eberle, Lena Charlotte Reißner  | Hanna Dopjans, Selma Lantzsch          | Isabel Kämpfert, Fabienne Jährig       |